# Miles Hawcon
Die Miles M.6 Hawcon war ein Kleinflugzeug des britischen Herstellers Miles Aircraft. Der Name ist ein Kofferwort aus den englischen Worten Hawk und Falcon.

## Entwicklung und Konstruktion
Die M.6 Hawcon war ein experimentelles Einzelstück des Royal Aircraft Establishment für die Erforschung von dicken Tragflächen. Sie bestand aus einer Kombination von Teilen der Hawk und der Falcon und wurden von einem de Havilland Gipsy Six mit einer Nennleistung von 200 PS (147 kW) angetrieben.

## Einsatz
Das Flugzeug mit der Seriennummer K5925 wurde vom Royal Aircraft Establishment für die Erforschung von dicken Tragflächen eingesetzt. Es verfügte über vier Sätze austauschbarer Tragflächen von unterschiedlicher Dicke. Das Ziel war die Ermittlung von Einbußen in der Leistungsfähigkeit bei dickeren Tragflächen, da diese strukturelle Vorteile wie ein geringeres Gewicht bei gleicher Stabilität bieten und über mehr Platz für Treibstoff und andere Ausrüstung verfügen.
Die vier Tragflächen mit den Bezeichnungen A bis D hatten Dickenverhältnisse von 0,15, 0,20, 0,25, und 0,30. Die Versuche zeigten, dass die Dicke der Tragflächen wenig Einfluss auf die Höchstgeschwindigkeit hatte. Die B-Tragfläche war circa 5 mph (8 km/h) schneller als die A-Tragfläche, was einer Verringerung von weniger als drei Prozent entspricht. Die Werte der anderen beiden Tragflächen lagen dazwischen. Die unten angegebenen Werte beziehen sich auf die D-Tragfläche.

## Betreiber
Vereinigtes Königreich
- Royal Aircraft Establishment

## Technische Daten
| Kenngröße             | Daten                                                      |
| --------------------- | ---------------------------------------------------------- |
| Besatzung             | 2                                                          |
| Länge                 | 25 ft (7,6 m)                                              |
| Spannweite            | 39,41 ft (12 m)                                            |
| Höhe                  | 6,5 ft (2 m)                                               |
| Flügelfläche          | 161 ft² (15 m²)                                            |
| Leermasse             | 1.550 lb (703 kg)                                          |
| max. Startmasse       | 2.400 lb (1.089 kg)                                        |
| Höchstgeschwindigkeit | 180 mph (290 km/h)                                         |
| Triebwerke            | 1 × Kolbenmotor de Havilland Gipsy Six mit 200 PS (147 kW) |